# هجرات العصر البرونزي الأوسط (الشرق الأدنى القديم)
افترضت نظريات قديمة جدًا وجود موجات من الهجرة خلال العصر البرونزي الأوسط في الشرق الأدنى القديم. يربط كل من دروز وديتريش هذه «الهجرات الجماعية» المزعومة بقدوم الإغريق من مستوطناتهم السابقة إلى جنوب ووسط البلقان، مما أدى إلى تهجير سكان اليونان. يشير مالارت إلى الهجرة المفترضة للحيثيين إلى أقرب موطن معروف لهم في كولتيب خلال نفس الفترة.
وُثّقت اضطرابات انهيار العصر البرونزي التي فصلت العصر البرونزي المتأخر عن العصر الحديدي المبكر بشكل جيد، لكن لم تُدعَم نظريات الهجرة خلال العصر البرونزي الوسيط (القرن العشرين قبل الميلاد) بشكل يُذكر.

## النظريات
افترضت نظريات مختلفة قديمة وجود موجات الهجرة خلال العصر البرونزي الأوسط في منطقة الشرق الأدنى القديم.

## بحسب ميلآرت (1958)
وفقًا لميلارت، انتقل الحيثيون في نهاية العصر البرونزي المبكر في الأناضول وبحر إيجه (1958)، لأسباب غير معروفة، إلى وسط آسيا الصغرى، وهزموا الهاتيين ثم تبنوا ثقافتهم واسمهم فيما بعد. أدى هذا الغزو من قبل الحيثيين إلى نزوح الشعوب الأخرى التي تعيش في الأناضول، والتي بدورها تسببت في نزوح الشعوب الهلادية الوسطى الناطقة باليونانية إلى الغرب. أدى ذلك بدوره إلى نزوح جماعي من شمال غرب الأناضول وخلق موجة من اللاجئين الذين غزوا ما هو الآن جنوب اليونان ودمروا الحضارة الهلادية المبكرة. ولكن تشير النظريات والأدلة الحديثة إلى أن اللغة البدائية الهندية الحثية تعود إلى الألفية الرابعة قبل الميلاد، قبل العصر البرونزي.
وفقًا لميلارت، تُظهر الأدلة الأثرية أن مدن أرضروم وسيواس وبولور هويوك القريبة من بايبورت وكولتيبي بالقرب من حفيق ومالتيب وسيفاس دُمرت خلال العصر البرونزي الوسيط، ودُمرت مدينة كانيش التجارية العظيمة (المستوى الثاني) أيضًا. يدل الدمار الذي حدث في منطقة التلال الواقعة بين هاليس في هذه الفترة على هذا الدمار أيضًا. أُحرقت كاروغلان وبيتيك وبولاتلي وغورديون وإتيوكوسو وسيركس. تُظهر التلال الكبيرة في كوربرورن وتافسانلي، إلى الغرب من كوتاهيا بالقرب من الدردنيل، نفس علامات الدمار.
وصل الدمار حتى أوروبا إلى بلغاريا حاليًا. أدت الهجرة إلى إنهاء العصر البرونزي المبكر في بلغاريا. وأظهرت الأدلة الأثرية أن يوناسايت وسالكوتزا وإيزيرو شهدت هجرة جماعية مفاجئة خلال هذا الوقت.
انتقل اللاجئون الغزاة إلى البر الرئيسي لليونان من الدردنيل، وشهدت البيلوبونيز مدنًا محترقة ومهجورة ترافقت مع الغزو الذي حدث لاحقًا والذي دمر الحضارة الميسينية. يمكن ملاحظة آثار التدمير في المواقع اليونانية الجنوبية العائدة لعام 1900 قبل الميلاد مثل أوركومينوس وأوتريزيس وهاجيوس كوزماس ورافينا وأبيسوكاري وكوراكو وزيكوريس وتيرينس وأسين ومالثي وأسيا. كانت العديد من المواقع الأخرى مهجورة، مثل ييريزا وسينورو وأيوس جيراسيموس وكوفوفوني وماكروفوني وبالايوبيرغوس وغيرها. تزامن هذا الدمار في جميع أنحاء اليونان مع وصول ثقافة جديدة لا علاقة لها بالحضارة الهلادية المبكرة. نجا شمال اليونان من الدمار، وجنوب الأناضول أيضًا، والتي لم تظهر فيها أي اضطرابات خلال هذا الوقت.